# Robert W. Bingham Prize
Der Robert W. Bingham Prize (vollständig: PEN/Robert W. Bingham Prize for Debut Short Story Collection) ist ein nach Robert Bingham benannter Literaturpreis des amerikanischen PEN-Zentrums (PEN America) für hochtalentierte literarische Debütanten. Mit ihm wurden seit 2002 anfangs alle zwei Jahre jeweils drei in den USA ansässige Schriftsteller in der Form eines Stipendiums prämiert: Zur Unterstützung der Arbeit an ihrem zweiten literarischen Werk erhielten die Preisträger zwei Jahre lang jeweils 35.000 US-Dollar jährlich.
Seit 2006 wird der Preis jährlich vergeben, ist (Stand 2022) mit 25.000 $ dotiert und zeichnet inzwischen eine Debut Short Story Collection aus.

## Preisträger
- 2002: Manil Suri, Carolyn Cooke und Matthew Klam
- 2004: Jonathan Safran Foer, Will Heinrich und Monique Truong
- 2006: Christopher Coake
- 2007: Janna Levin
- 2008: Dalia Sofer
- 2009: Donald Ray Pollock
- 2010: Paul Harding
- 2011: Susanna Daniel sowie Danielle Valore Evans
- 2012: Vanessa Veselka
- 2013: Sergio De La Pava
- 2014: Shawn Vestal
- 2015: Jack Livings
- 2016: Mia Alvar
- 2017: Rion Amilcar Scott
- 2018: Jenny Zhang
- 2019: Will Mackin
- 2020: Mimi Lok
- 2021: Michael X. Wang
- 2022: Yoon Choi